# Ду Ли
Ду Ли (кит. трад. 杜丽, пиньинь Dù Lì; род. 5 марта 1982 года, Июань, Шаньдун) — китайская спортсменка (пулевая стрельба), двукратная олимпийская чемпионка (2004 и 2008), чемпионка мира, победительница финалов Кубка мира и Азиатских игр, рекордсменка мира. Специализируется в стрельбе из пневматической винтовки с дистанции 10 метров и стрельбе из винтовки с трёх позиций.
С 2009 года замужем за олимпийским чемпионом 2008 года по стрельбе из пистолета Пан Вэем.